# Arthur Harouard de Suarez d'Aulan
 (février 2021).
Si vous disposez d'ouvrages ou d'articles de référence ou si vous connaissez des sites web de qualité traitant du thème abordé ici, merci de compléter l'article en donnant les références utiles à sa vérifiabilité et en les liant à la section « Notes et références ».
Marie Jean Arthur Harouard de Suarez d'Aulan, né le 24 mai 1833 à Paris et mort le 15 décembre 1915 à Aulan, est un militaire et homme politique français appartenant à la Famille Harouard de Suarez d'Aulan.

## Biographie

### Famille
Arthur Harouard de Suarez d'Aulan est le fils de Marie-Louis Etienne Harouard de Suarez d'Aulan (1804-1878) et d'Angélique-Philippine Camet de la Bonnardière (1813-1881). 
Marié en 1860 à Octavie de Larderel (1839-1875) puis en 1886 à une américaine prénommée Norma (1855-1933), il eut quatre enfants dont Louise-Marie-Pauline épouse de Pracomtal (1861-1928), François (1864-1910), Paola épouse Le Bègue de Germiny (1869-1929) et Ysabeau épouse Trevredyn-Tait (1892-1980).

### Carrière militaire
Issu de l'école militaire de Saint-Cyr, il sert comme officier au 1er régiment de carabiniers de 1856 à 1860, époque à laquelle il donne sa démission[réf. nécessaire]. Il est écuyer de l'empereur Napoléon III de 1868 à 1870[réf. nécessaire].

### Carrière politique
Maire de la commune d'Aulan[réf. nécessaire], conseiller général de la Drôme (comme son père) de 1874 à 1880 pour le canton de Séderon, il se présenta comme candidat bonapartiste aux élections de 1876, dans l'arrondissement de Nyons et fut élu au scrutin de ballottage le 5 mars contre le candidat républicain[réf. nécessaire]. 
Il alla siéger au groupe de « l'Appel au peuple » et vota, avec la droite, pour le gouvernement du 16 mai. Membre de la minorité du 19 juin, il eut l'appui officiel du ministère, après la dissolution de la Chambre, aux élections du 14 octobre 1877, et fut réélu. Il continua de voter avec le groupe bonapartiste jusqu'à la fin de la législature[réf. nécessaire].